# Plouezoc’h
Plouezoc’h – miejscowość i gmina we Francji, w regionie Bretania, w departamencie Finistère.
Według danych na rok 1990 gminę zamieszkiwało 1625 osób, a gęstość zaludnienia wynosiła 103 osoby/km² (wśród 1269 gmin Bretanii Plouezoc’h plasuje się na 389. miejscu pod względem liczby ludności, natomiast pod względem powierzchni na miejscu 632.).